# ISO 3166-2:US

Mappa degli Stati Uniti d'America con ogni stato e il Distretto della Columbia etichettato con la seconda parte del suo codice ISO 3166-2:US.

ISO 3166-2:US è uno standard ISO che definisce i codici geografici degli Stati Uniti d'America ed è un sottogruppo del codice ISO 3166-2.
Tali codici sono stati assegnati ai 50 stati, un distretto federale e sei aree insulari (incluse nove isole minori esterne che hanno un proprio codice distinto nello standard ISO 3166-2:UM) e sono formati dalla sigla US-, seguita da due lettere.

## Lista dei codici

### Stati federati
| Codice | Stato                |
| ------ | -------------------- |
| US-AL  | Alabama              |
| US-AK  | Alaska               |
| US-AZ  | Arizona              |
| US-AR  | Arkansas             |
| US-CA  | California           |
| US-CO  | Colorado             |
| US-CT  | Connecticut          |
| US-DE  | Delaware             |
| US-FL  | Florida              |
| US-GA  | Georgia              |
| US-HI  | Hawaii               |
| US-ID  | Idaho                |
| US-IL  | Illinois             |
| US-IN  | Indiana              |
| US-IA  | Iowa                 |
| US-KS  | Kansas               |
| US-KY  | Kentucky             |
| US-LA  | Louisiana            |
| US-ME  | Maine                |
| US-MD  | Maryland             |
| US-MA  | Massachusetts        |
| US-MI  | Michigan             |
| US-MN  | Minnesota            |
| US-MS  | Mississippi          |
| US-MO  | Missouri             |
| US-MT  | Montana              |
| US-NE  | Nebraska             |
| US-NV  | Nevada               |
| US-NH  | New Hampshire        |
| US-NJ  | New Jersey           |
| US-NM  | Nuovo Messico        |
| US-NY  | New York             |
| US-NC  | Carolina del Nord    |
| US-ND  | Dakota del Nord      |
| US-OH  | Ohio                 |
| US-OK  | Oklahoma             |
| US-OR  | Oregon               |
| US-PA  | Pennsylvania         |
| US-RI  | Rhode Island         |
| US-SC  | Carolina del Sud     |
| US-SD  | Dakota del Sud       |
| US-TN  | Tennessee            |
| US-TX  | Texas                |
| US-UT  | Utah                 |
| US-VT  | Vermont              |
| US-VA  | Virginia             |
| US-WA  | Washington           |
| US-WV  | Virginia Occidentale |
| US-WI  | Wisconsin            |
| US-WY  | Wyoming              |

### Distretti
| Codice | Stato                 |
| ------ | --------------------- |
| US-DC  | Distretto di Columbia |

### Aree esterne
| Codice | Stato                                  | ISO 3166-1 alpha-2 |
| ------ | -------------------------------------- | ------------------ |
| US-AS  | Samoa Americane                        | AS                 |
| US-GU  | Guam                                   | GU                 |
| US-MP  | Isole Marianne Settentrionali          | MP                 |
| US-PR  | Porto Rico                             | PR                 |
| US-UM  | Isole minori esterne degli Stati Uniti | UM                 |
| US-VI  | Isole Vergini Americane                | VI                 |